# Pontotoc (Mississippi)
Pontotoc é uma cidade localizada no estado americano de Mississippi, no Condado de Pontotoc.

## Demografia
Segundo o censo americano de 2000, a sua população era de 5253 habitantes.
Em 2006, foi estimada uma população de 5917, um aumento de 664 (12.6%).

## Geografia
De acordo com o United States Census Bureau tem uma área de
24,9 km², dos quais 24,5 km² cobertos por terra e 0,4 km² cobertos por água.

## Localidades na vizinhança
O diagrama seguinte representa as localidades num raio de 24 km ao redor de Pontotoc.